# Bruno Hohlfeld
Bruno Hohlfeld (* 21. März 1862 in Freiwaldau, Schlesien; † 18. Januar 1917) war ein akademischer Porträtmaler.

## Leben
Hohlfeld studierte an der Akademie zu Weimar und Antwerpen und war von 1882 bis 1884 Schüler von Linnig und von 1884 bis 1886 von Charles Verlat. Sein Malstil war stark geprägt von den Werken des spanischen Malers Velázquez, weshalb ihn die Salzburger Gesellschaft als begabten Porträtisten besonders schätzte.
- Er war Vizepräsident des Salzburger Kunstvereins.
- Am 29. Januar 1904 heiratete er in London die Schriftstellerin Dora Tenge und ließ sich mit ihr in Gnigl bei Salzburg nieder.
- Am 18. Januar 1917 nahm er sich selbst das Leben.